# James Chikerema
James Robert Dambaza Chikerema (2 de abril de 1925 – 22 de março de 2006) serviu de presidente da Frente para a Libertação do Zimbabwe. Ele mudou a sua visão sobre a luta militante no final da década de 1970 e apoiou o “acordo interno”, servindo nas tentativas dos governos para partilha de poder.

## Biografia
Chikerema nasceu em Zvimba, atualmente na província de Maxonalândia Ocidental, Robert Mugabe, seu sobrinho, partilhou o mesmo lugar de nascença e os dois foram muito próximos durante a infância.
Foi educado no Colégio de Kutama, na África do Sul, e mais tarde tornou-se presidente da Liga Nacional da Juventude da Rodésia do Sul.